# محمد صادق الكرباسي
محمد صادق الكرباسي (1947 م - الآن). هو رجل دين ومبلّغ ومؤلّف شيعي عراقي معاصر مقيم في لندن. زود بعدة شهادات في الاجتهاد والرواية وغيرها، نال شهادة الدكتوراه في الأبداع من دمشق وباريس وشهادة الدكتوراه في قانون الشريعة من جامعة روجفيل من الولايات المتحدة بالإضافة إلى شهادة الدكتوراه من الجامعة ذاتها في العلوم.

## مؤلفاته
له عدد كبير من المؤلفات يتجاوز المئة كتاب، وأشهر ما كتبه هو «دائرة المعارف الحسينية»، وهي أكبر موسوعة في التأريخ إذ أوصل عدد مجلداتها إلى ما يُقارب التسعمئة مجلد.
1. كتاب الصلاة
2. كتاب الصوم
3. العقل و النقل
4. الإسلام في أرمينيا[1]

## وصلات خارجية
- دائرة المعارف الحسينية